# Château de Dolbadarn
Le château de Dolbadarn (Dolbadarn Castle en anglais, Castell Dolbadarn en gallois) est un château construit par le roi de Gwynedd Llywelyn le Grand au début du XIIIe siècle, à la base du col de Llanberis (en), dans le pays de Galles septentrional.
L'importance de cette forteresse est à la fois militaire et comme symbole de la puissance et de l'autorité de Llywelyn. Le roi d'Angleterre Édouard Ier s'en empare en 1284 et en réutilise une partie des matériaux pour la construction du château de Caernarfon. Celui de Dolbadarn tombe par la suite en ruine.
Au XVIIIe et XIXe siècles, il devient une destination populaire pour les peintres, parmi lesquels J. M. W. Turner qui expose son Dolbadarn Castle en 1800. C'est au début du XXIe siècle un site touristique géré par l'organisme public Cadw, protégé en tant que monument classé de grade I et scheduled monument.

## Histoire

### Contexte
Les princes gallois du haut Moyen Âge ne résident pas dans des châteaux forts, mais dans des palais non fortifiés appelés « cours », ou llysoedd en gallois. Les premières mottes castrales, des châteaux en bois et en terre, sont construites au XIIe siècle, dans le contexte de l'invasion normande du pays de Galles.
Llywelyn le Grand devient roi du Gwynedd, dans le nord-ouest du pays de Galles, en 1195. Son règne le voit étendre progressivement son autorité sur une grande partie de la région. Il doit aussi bien faire face aux ambitions des rois d'Angleterre qu'à l'insoumission de ses sujets gallois. Pour renforcer ses positions, il fonde Castell y Bere (en) dans les années 1220. C'est l'un des premiers châteaux forts en pierre du pays de Galles.

### Sous Llywelyn le Grand
La construction du château de Dolbadarn commence peu après, dans les années 1220 ou 1230, avec l'édification des premières fortifications en pierre qui comprennent deux tours carrées,. Il est situé dans la région naturelle de Snowdonia, au pied du col de Llanberis (en), et surplombe les eaux du Llyn Padarn. C'est un emplacement stratégique qui contrôle une voie de passage importante, mais il rêvet aussi peut-être une importance symbolique, car Llywelyn se proclame seigneur des montagnes et des côtes galloises.
Une deuxième phase de construction prend place quelques années plus tard, probablement dans les années 1240, avec l'ajout d'un système de courtines et d'un donjon circulaire Ces éléments s'inspirent des châteaux construits par les barons anglais des Marches. En procédant à ces ajouts, Llywelyn s'adapte aux dernières innovations technologiques,, mais il cherche aussi à rivaliser en prestige avec ses nouveaux alliés dans le Sud : il vient en effet de marier son fils Dafydd à Isabelle, la fille du baron Guillaume de Briouze (en), seigneur de Brecon, Builth et Abergavenny. C'est à cette période que Dolbadarn supplante la ville de Llanbeblig comme siège administratif du cwmwd d'Is Gwyrfai.

### Sous Llywelyn le Dernier
Après la mort de Llywelyn, en 1240, le Gwynedd perd en puissance et le roi anglais Henri III s'empare des régions orientales du royaume en 1247. Son petit-fils Llywelyn le Dernier arrive au pouvoir en 1255 et enferme son frère Owain le Rouge avant d'étendre son emprise sur le pays de Galles. Owain finit par être libéré en 1277, sans que l'on sache exactement où il a été enfermé. Un poème de Hywel Foel ap Griffri (en) évoque sa captivité dans une tour ronde qui pourrait faire référence au donjon de Dolbadarn.
Le conflit anglo-gallois se poursuit sous le règne d'Édouard Ier, fils et successeur d'Henri III. Llywelyn mène sa dernière campagne contre les Anglais en 1282 ; elle s'achève par sa mort près de Builth au mois de décembre. Son frère Dafydd ap Gruffudd poursuit la lutte, mais il est repoussé en Snowdonia par les Anglais en 1283 et il établit son quartier général à Dolbadarn. Édouard déploie 7 000 hommes pour retenir Dafydd, qui est capturé et exécuté au mois d'octobre. Le château de Dolbadarn est alors occupé par les Anglais.
Pour couper court aux velléités de révolte galloises, Édouard entreprend la construction d'une série de châteaux et de villes nouvelles dans les Galles du Nord. Il abolit les anciennes subdivisions administratives au profit d'une nouvelle principauté de Galles gouvernée depuis Caernarfon. Dolbadarn perd toute importance politique et militaire. Dans les deux années qui suivent, des poutres du château sont réemployées sur le chantier du nouveau château de Caernarfon. Au-delà des considérations pratiques, c'est un choix hautement symbolique qui témoigne de l'autorité anglaise sur la région.

### Une ruine populaire

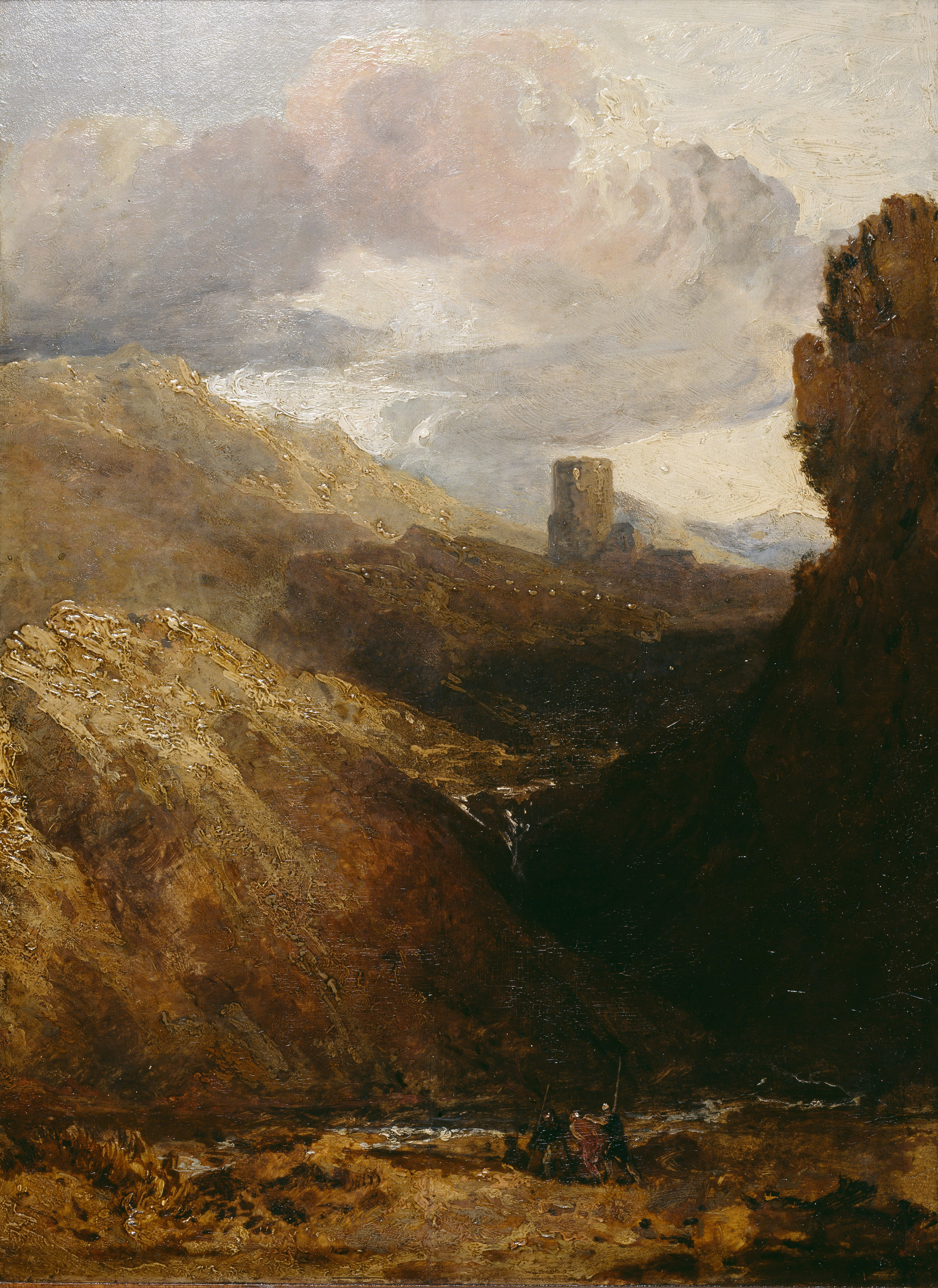
J. M. W. Turner, étude pour Dolbadern Castle (1799/1800).

Ce qui reste du château de Dolbadarn sert encore de résidence au XIVe siècle, mais il finit par tomber en ruines. Il devient à partir des années 1760 un sujet de prédilection pour les peintres cherchant à produire des paysages dans la veine sublime et pittoresque qui commence à être à la mode. Les artistes choisissent généralement de le faire figurer au second plan afin que ses ruines contrastent avec les lacs et les montagnes de Snowdonia. Ils n'hésitent pas à prendre des libertés avec la réalité topographique pour obtenir un résultat plus frappant,. La plus célèbre de ces toiles est celle de J. M. W. Turner qui, après une première étude conservée à la bibliothèque nationale du pays de Galles, réalise un tableau en grand format, intitulé Dolbadarn Castle, qu'il expose à la Royal Academy en 1800. Les toiles de Richard Wilson et Paul Sandby se distinguent également,.
En 1941, le baronnet Michael Duff (en) fait don du château de Dolbadarn à l'État britannique. Au début du XXIe siècle, sa gestion est assurée par Cadw et il est protégé en tant que monument classé de grade I et scheduled monument.

## Architecture

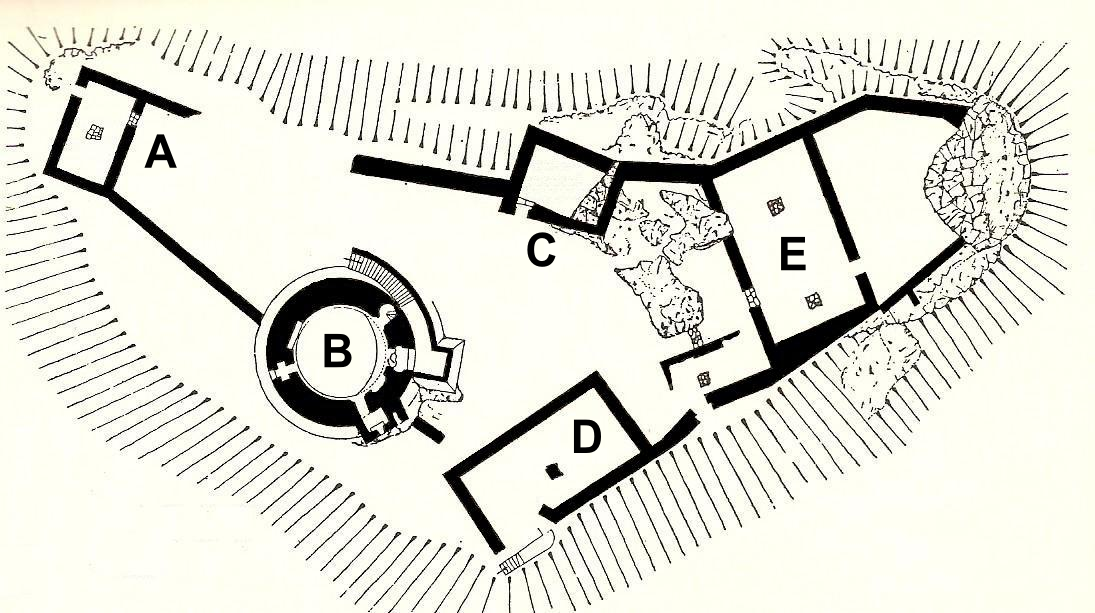
Plan du château. A : tour Sud — B : donjon — C : tour Ouest — D : bâtiment Est — E : grande salle.

Le château de Dolbadarn se compose d'une cour entourée de plusieurs tours et d'un donjon circulaire. Ses murs sont en ardoise pourpre et verte assemblée à sec, sans mortier, à l'exception du donjon. La cour épouse la forme naturelle de la colline sur laquelle le château est construit. Elle est protégée par une courtine dont la hauteur actuelle ne dépasse pas 1 m mais qui s'élevait peut-être à l'origine jusqu'à 5 m de haut. Il ne subsiste quasiment rien des bâtiments, hormis le donjon.
Les ruines du donjon mesurent encore 14 m de haut. Il suit le modèle des tours rondes construites dans le sud des Marches par les Anglais au XIIIe siècle,, mais son entrée se trouve au premier étage plutôt qu'au rez-de-chaussée, comme dans d'autres châteaux édifiés par les Gallois. Son accès était défendu par une herse et peut-être par un porche. L'escalier intérieur peut encore être gravi, bien que le sol des étages ait disparu, tout comme le parapet et les créneaux au sommet de la tour. L'étage principal était le second, avec un âtre de grande taille et des latrines.
La tour occidentale, de forme rectangulaire, était de taille réduite et servait à défendre la pente la plus vulnérable de la colline. La tour similaire du côté sud protégeait quant à elle l'entrée du château. Au nord se trouve la grande salle, qui occupe toute la largeur de la cour, et à l'est se trouve un autre bâtiment, probablement édifié à la fin du XIIIe siècle par les Anglais. Malgré sa grande taille (15 m de long sur 8 de large), la grande salle est conçue de manière moins sophistiquée que ce que l'on peut observer en Angleterre à la même époque, où il est de plus en plus fréquent d'avoir une combinaison de grande salle, chambre et pièces utilitaires,.